# 미나모토노 요시쓰네 (1966년 드라마)
《미나모토노 요시쓰네》(源義経 미나모토노 요시츠네[*])는 1966년 1월 2일부터 12월 25일까지 일본방송협회에서 제작한 대하드라마로 대하드라마 시리즈의 네 번째 작품이다. 방영횟수는 총 52회이다. 주인공은 헤이안 시대 말기의 무장이자 가마쿠라 막부를 세우는 데 공헌한 무장 미나모토노 요시쓰네이다.
처음으로 원작자가 극본까지 도맡은 작품으로, 전편 《태합기》가 큰 인기를 끌자, NHK에서는 《태합기》의 주연이자 도요토미 히데요시 역을 맡았던 오가타 켄을 기용, 무사시보 벤케이 역으로 출연하였다. 극본을 맡은 원작자 무라카미 겐조는 전편의 주연이 잇따라 출연하는 건 옳지 않다며 이치무라 타케노쇼를 추천하였고, 제작프로듀서 아이카와 아키라는 미쿠니 렌타로를 추천하였으나, 이번 드라마의 연출을 맡은 요시다 나오야가 전편 《태합기》도 연출하였기에, 전편에서 인연을 맺은 오가타 켄을 강력히 추천하여 성사되었다.
미나모토노 요시쓰네 역을 맡은 오노에 키쿠노스케는 당시 22세로 2005년까지 대하드라마 역대 최연소 주연배우로 이름을 올렸으며 이는 공교롭게도 2005년 같은 소재를 다룬 《요시쓰네》의 주연 타키자와 히로아키에 의해 깨지게 된다. 또한 요시쓰네의 연인 시즈카고젠 역을 맡은 후지 슌코는 오노에 키쿠노스케와 이 드라마에서 인연을 맺어 결혼하기도 했다.
최고 시청률은 첫회인 32.5%, 평균 시청률은 23.5%였다.

## 배역

### 겐지
- 미나모토노 요시쓰네: 오노에 키쿠노스케
- 무사시보 벤케이: 오가타 켄
- 시즈카고젠: 후지 슌코
- 도키와고젠(요시쓰네의 어머니): 야마다 이스즈
- 모에코: 나미노 쿠리코
- 이세 요시모리: 타나카 하루오
- 미나모토노 요리토모: 아쿠타가와 히로시
- 호조 마사코: 오오츠카 미치코

### 헤이지
- 다이라노 키요모리: 타츠미 류타로
- 다이라노 도키코: 나가시마 마루코
- 다이라노 무네모리: 아즈마 치요노스케
- 다이라노 도모모리: 이치무라 타케노쇼
- 다이라노 아쓰모리: 후나키 카즈오

### 기타
- 후지와라노 히데히라: 타키자와 오사무
- 고시라카와 천황: 나카무라 칸자부로